# Matjes

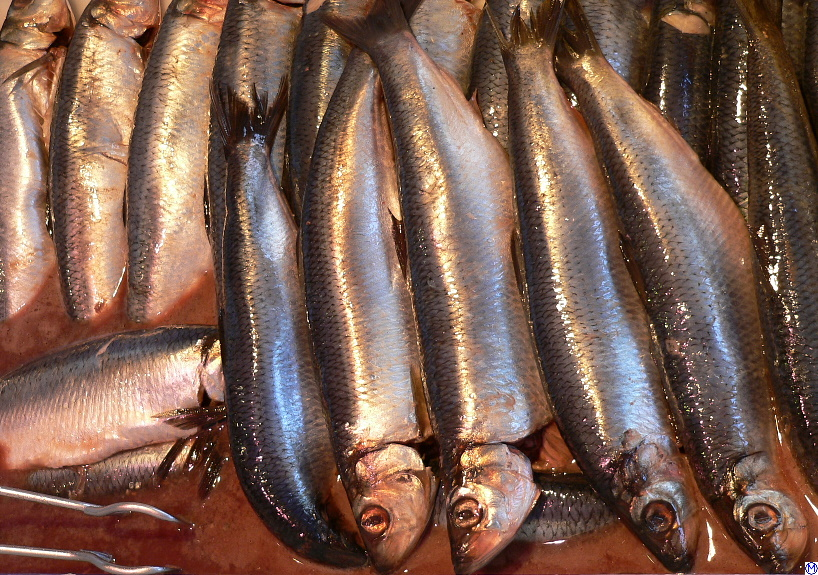
Ganze Matjes, frisch aus dem Fass

Matjes sind besonders milde, vor Erreichen der Geschlechtsreife verarbeitete Heringe, die im traditionellen Verfahren durch fischeigene Enzyme in einer Salzlake gereift sind. Der ursprüngliche Herstellungsprozess wurde im Mittelalter als Hollandse maatjesharing bzw. Hollandse Nieuwe in den Niederlanden entwickelt. Als „Holländischer Matjes“ sind sie als eine garantiert traditionelle Spezialität registriert.

## Herstellung

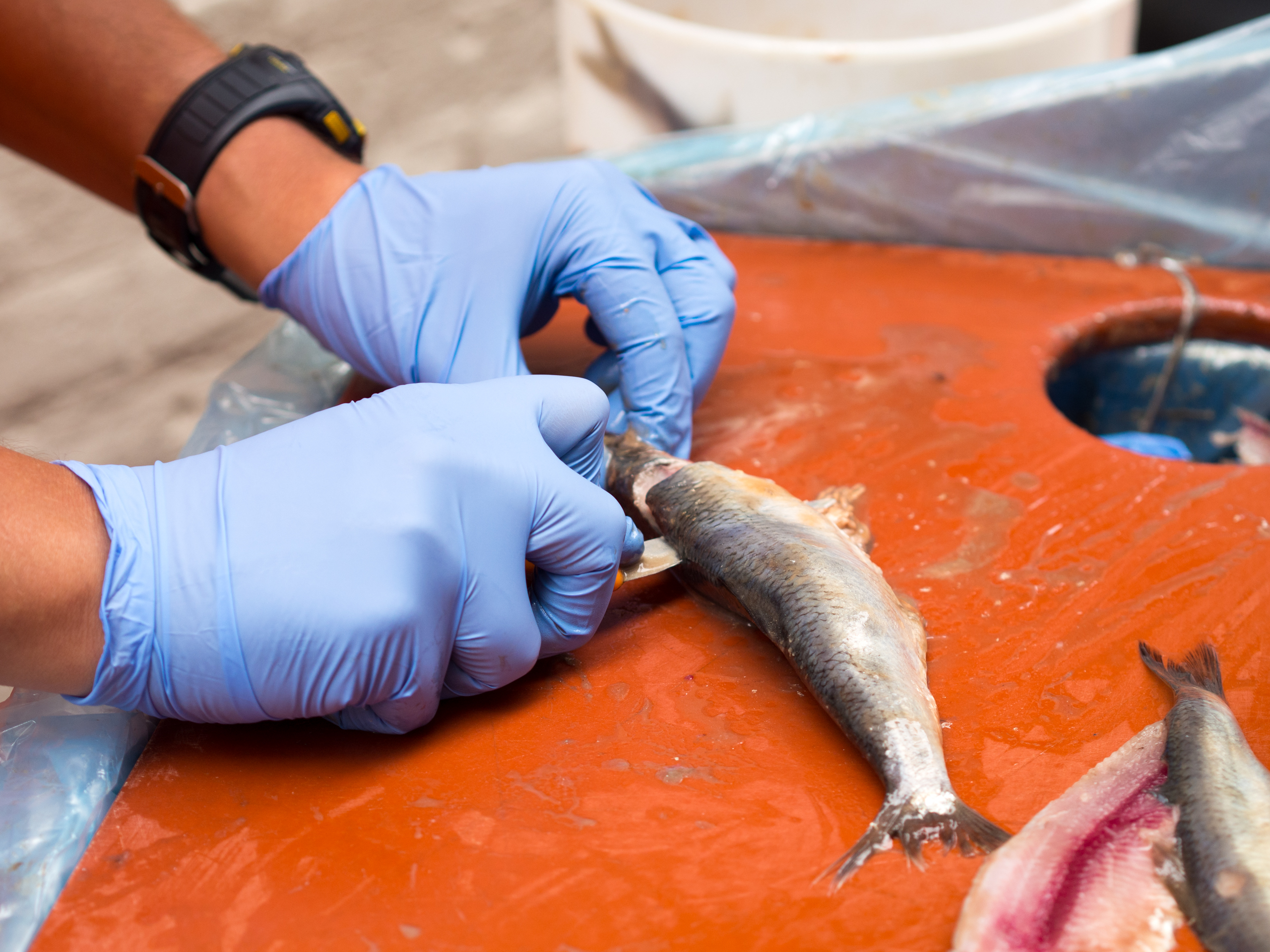
Durch einen Kehlschnitt werden die Kiemen entfernt und danach wird der Hering teilweise ausgenommen.

Es werden Heringe verwendet, die von Anfang Mai bis Ende Juni gefangen werden, bevor ihre Fortpflanzungszeit beginnt. Dann haben sie einen relativ hohen Fettgehalt (über 15 Prozent) und Rogen oder Milch sind noch nicht ausgebildet.
Durch einen Kehlschnitt werden die Kiemen entfernt und der Hering wird teilweise ausgenommen; Teile des Darms und insbesondere die enzymhaltige Bauchspeicheldrüse verbleiben im Fisch. Anschließend werden die Heringe in einer Salzlake für ungefähr fünf Tage eingelegt, traditionell in Eichenfässern. Die Enzyme der Bauchspeicheldrüse fermentieren das Matjesfleisch teilweise, was als „Reifung“ der Matjes verstanden wird. Das ohnehin gut verdauliche Fischeiweiß wird dadurch noch leichter verdaulich.
Bei niederländischen Matjes liegt der Salzgehalt der Lake deutlich niedriger als beim deutschen Loggermatjes, weswegen er später auch weit milder im Geschmack ist. Zum Schutz vor parasitären Fadenwürmern schreiben die Niederlande eine Tiefkühlung von mindestens −45 °C vor dem Einsalzen vor. Dadurch können Matjes auch unabhängig von der Jahreszeit produziert werden.
Nach der Produktbeschreibung zur EU-weit gültigen Registrierung als g.t.S. holländischer Matjes wird so ein mindestens drei Jahre alter, in den Monaten Mai bis August gefangener Hering bezeichnet, der gekehlt oder geköpft in Salzlake oder unter Trockensalz reifte und vorher tiefgekühlt war oder anschließend tiefgekühlt wurde, weiche Gräten hat, filetiert sein kann, kleine rötliche Geschlechtsorgane und eine durchscheinend weiße Fettschicht zeigt und weißes zartes mildsalziges Fleisch hat.

## Matjesfeste

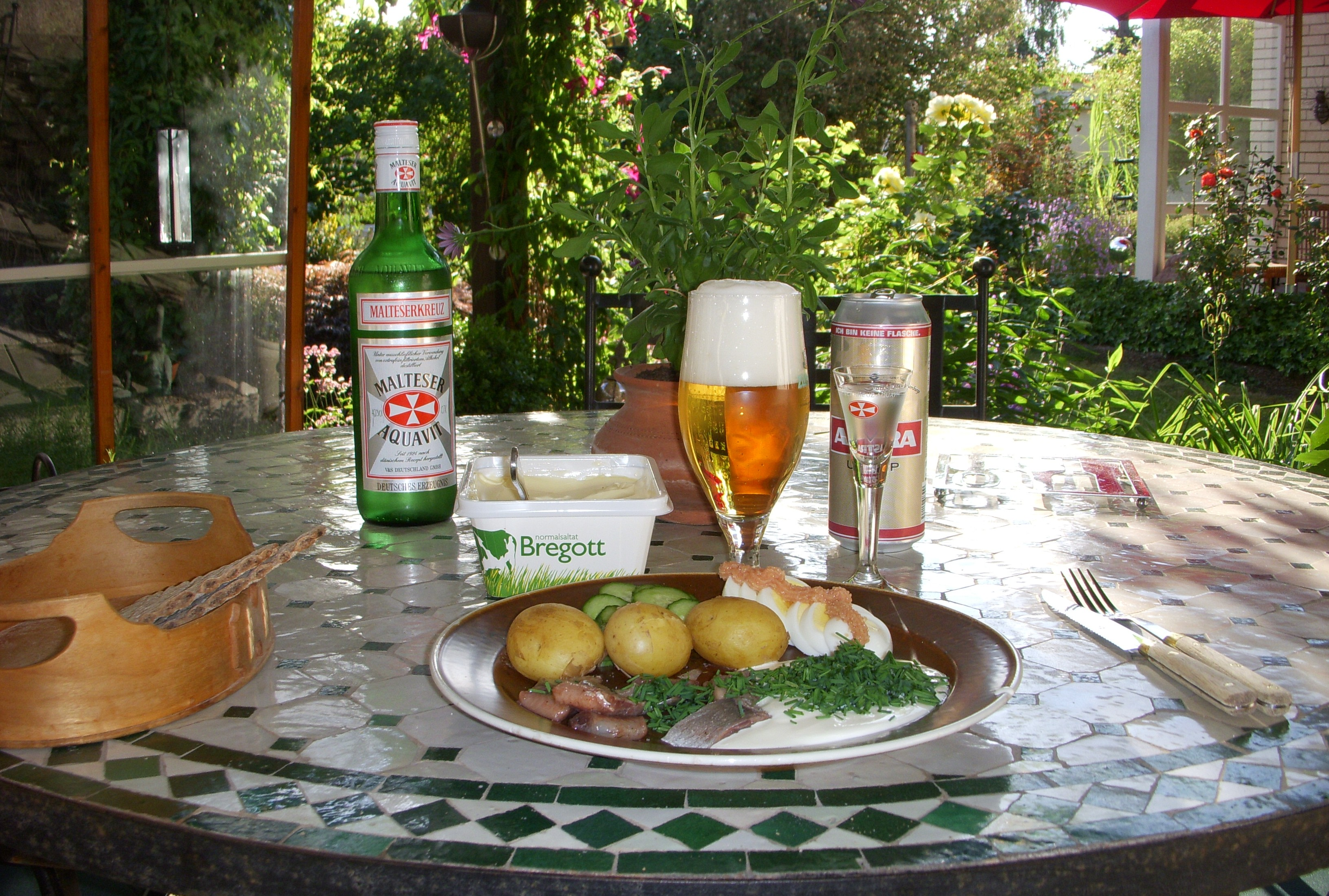
Matjes, saure Sahne, Frühkartoffeln, Schnittlauch und Ei, dazu Knäckebrot, ein typisches schwedisches Sommeressen

Die ersten Matjes der neuen Fangsaison werden in den Niederlanden als Nieuwe Haring, Hollandse Nieuwe oder umgangssprachlich knapp als Nieuwe ‚Neuer‘ bezeichnet. Die Versteigerung des ersten Fässchens Hollandse Nieuwe, die Jahr für Jahr am so genannten Vlaggetjesdag ‚Fähnchentag‘ in Scheveningen stattfindet, ist ein beliebtes Volksfest, bei dem schon 95.000 Euro (im Jahr 2012) für das Fischtönnchen gezahlt wurden. Der Erlös fließt danach immer einem guten Zweck zu. Zwei Servierformen sind in den Niederlanden üblich: entweder wird der Hering an der Schwanzflosse gehalten und dann senkrecht von oben her in den Mund befördert, oder er wird in ein weiches, ganz leicht süßliches Weizenbrötchen eingelegt (broodje haring). In beiden Fällen ist der Hering allenfalls mit gehackten Zwiebeln garniert. Nach einem genossenen Matjeshering wird von den Niederländern bevorzugt ein Genever als Digestif getrunken.
In Emden in Ostfriesland an der Nordseeküste findet ebenfalls alljährlich ein Matjesfest statt, traditionell Ende Mai, gelegentlich auch Anfang Juni. Dieses Fest, ganz dem Beginn der Matjes-Saison gewidmet, besuchen jährlich Menschen aus ganz Deutschland und Europa. Die Emder Matjestage fanden 2024 zum 33. Mal statt, in jenem Jahr wurde ein Besucherrekord von geschätzt 150.000 bis 200.000 verzeichnet.

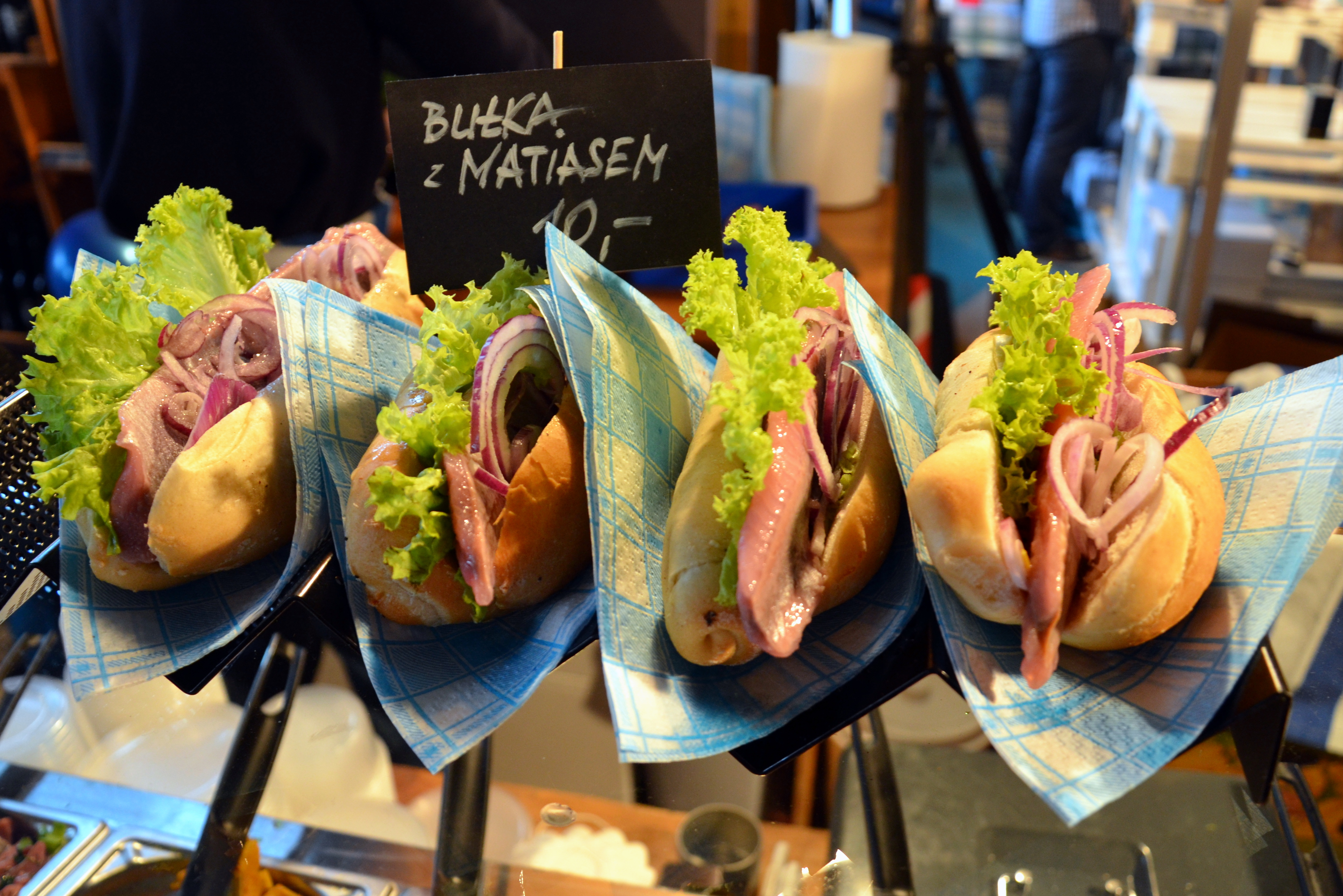
Matjeshering im Brötchen, Krakau (2016)

Glückstadt in Schleswig-Holstein hat durch seinen Hafen und die bis 1976 dort vorhandenen Heringslogger ebenfalls eine lange Matjestradition. Alljährlich gibt es seit 1968 dort die „Glückstädter Matjeswochen“, die traditionell auch von Vertretern der Landesregierung eröffnet werden. Die längste Matjestafel der Welt wurde ebenfalls in Glückstadt aufgestellt. Seit dem Jahr 2015 ist die Bezeichnung „Glückstädter Matjes“ in das EU-Qualitätsregister aufgenommen und darf das Siegel geschützte geographische Angabe (g.g.A.) tragen.

## Zubereitung
Anders als einfache Salzheringe mit einem Salzgehalt von über 20 % brauchen Matjes nicht gewässert zu werden. Das Abziehen der Haut erfordert einige Übung, man kann aber auf Matjesfilets oder Doppelfilets zurückgreifen. Frischer Matjes ist außen silbrig und innen rosa. Wenn er grau aussieht und tranig riecht, sollte man vom Kauf absehen. Filetiert und ohne Haut braucht der Matjes keine weitere Zubereitung, man kann ihn gut als kleine Zwischenmahlzeit mit ein paar Zwiebelringen essen.
Zu Matjesgerichten werden in Norddeutschland Pellkartoffeln und grüne Bohnen mit Speckstippe und Zwiebeln gereicht, im Rheinland tendiert man eher zu Bratkartoffeln mit Speck oder Schwarz- oder Vollkornbrot als Beilage, beliebt ist auch Matjes nach Hausfrauenart mit einem Dressing aus Sauerrahm, Äpfeln, Dill und Zwiebeln. Üblich sind aber auch Sahne- oder Joghurtsaucen – und auch hierbei gibt es eine Version (Speckmatjes), der kleine geräucherte Speckstückchen beigemischt werden. Matjes eignen sich auch gut zu Salaten oder können in Marinaden eingelegt werden.

## Name und Handelsformen in Deutschland
Der deutsche Begriff Matjes stammt vom niederländischen Maatjesharing. Dies ist eine Abwandlung von Maagdenharing, was so viel wie ‚Mädchenhering‘ oder ‚Jungfrauenhering‘ bedeutet und sich auf die geschlechtliche Unreife der gefangenen Heringe bezieht.  Die begrenzte Fangzeit garantiert die Abwesenheit von Rogenern und Milchern im Produkt.
In Deutschland gibt es bisher vier Handelsformen mit Namensbestandteil „Matjes“:
- Matjes: Die Handelsbezeichnung Matjes oder Matjeshering gilt in Deutschland
  - für traditionell mit natürlichen Enzymen gereifte Matjes aus typischerweise zur Sicherheit bei −45 °C gefrorenem und wieder aufgetautem Hering aus den Niederlanden an der Fischtheke.
  - auch für traditionell gereifte Matjes typischerweise aus frischem Hering als stärker gesalzene Deutsche Loggermatjes ebenfalls an der Fischtheke.
- Matjesfilets nach nordischer Art: Die häufig in Supermärkten angebotenen Matjes sind „nach nordischer Art“ oft mit Zucker, Salz, Gewürzen und Säuerungsmittel gereift und in Öl eingelegt, was sich erheblich auf den Geschmack und oft auf die Zartheit auswirkt.[12]
- Hering nach Matjesart: Wird aus geschlechtsreifen Heringen produziert, also aus normalem Hering, der dann lediglich wie ein Matjes verarbeitet wird.

Heringe, die durch fischfremde Enzyme und unter Verwendung von Zucker, auch Erzeugnissen der Stärkeverzuckerung, und mit Kochsalz, auch mit Gewürzen, auch mit Salpeter biologisch gereift, auch sonst auf verschiedene Weise „schmackhaft, z. B. süß-sauer“, zubereitet sind, werden auf dem deutschen Markt als „Matjesfilet …“ mit einem zusätzlichen Hinweis auf die Reifung, z. B. nach schwedischer Art, auf nordische Art, oder einem gleichsinnigen Hinweis bezeichnet.